# Авиновы
Авиновы (Овиновы) — древний русский (новгородский) боярский, дворянский и посадничий род, принадлежавший к одному из самых влиятельных семейств Великого Новгорода и игравший в его судьбе заметную роль.
Род записан в VI часть родословной книги Рязанской губернии.

## История
Авиновы происходят от новгородского боярина Иоанна Овина, который построил в XIV веке храм в Успенском монастыре (ныне Паисиевский монастырь в городе Галич Костромской). Особенно заметны его потомки стали на протяжении XV века.
Посадник Григорий Кириллович активно действовал против разбойников в городе Устюге (1417), возвёл в Новгороде каменную церковь Святого Иоанна Златоуста (1433), руководил новгородским войском в Ржевской волости (1435), заключил мир с великим князем литовским Сигизмундом (1436). Его сыновья Иван, Захария и Кузьма Авиновы были новгородскими посадниками, которых взбунтовавшийся народ убил (31 мая 1477), дети их были переселены в московские области.
Последовательная родословная Авиновых началась с Андрея Авинова, который был касимовским помещиком в конце XVI — начале XVII веков.
Злоба Яковлевич, Иван и Никита Афанасьевичи и Богдан Злобин Овиновы во 2-й половине XVI века владели поместьями в Вяземском уезде. Афанасий Авинов получил от Сигизмунда II грамоту на вотчину (1610), служил по Дорогобужу (1614). Осип Андреевич сидел в московской осаде (1618). Иван Афанасьевич участвовал в смоленском походе (1634). Иван и Дмитрий Никитичи показаны дьяками (1706).
Четверо представителей рода владели населёнными имениями (1699).

## Описание герба
Щит пересечён и полурассечён снизу. В верхней большей части, в золотом поле, сгорающий феникс. В нижней правой, в червленом поле, Вице-Адмиральский флаг. В нижней левой части, в лазуревом поле, золотая морская пушка, обращённая вправо, на зелёном лафете.
Над щитом дворянский коронованный шлем с тремя страусиными перьями. Намёт: на щите золотой, подложен червлёным. Герб Александра Авинова внесён в часть 18 Общего гербовника дворянских родов Всероссийской империи, стр. 33.

## Известные представители
- Авинов, Александр Павлович (1786—1854) — русский адмирал, участник Трафальгарского и Наваринского морских сражений, военный губернатор Севастополя.
  - Авинов, Сергей Александрович (1831—1906) — генерал от инфантерии.
  - Авинов, Митрофан Александрович (1833—1871) — полковник.
    - Авинова, Анна Митрофановна (1868—1935) — прозаик, критик, переводчица, жена литературоведа Е. В. Аничкова и мать лингвиста И. Е. Аничкова.

  - Авинов, Фёдор Александрович (1835—1903) — генерал-лейтенант.
  - Авинов, Александр Александрович (1838—1867) — капитан 2-го ранга.
  - Авинов, Николай Александрович (1844—1911) — генерал-лейтенант.
    - Авинов, Николай Николаевич (1881—1937) — экономист-статистик.
    - Авинов, Андрей Николаевич (1884—1949) — энтомолог, ботаник, художник, искусствовед.
    - Авинова, Елизавета Николаевна (1888—1980) — художница.